# ایندوراما
ایندوراما (انگلیسی: Indorama Ventures) شرکت پتروشیمی تایلندی است، که در سال ۱۹۹۴ تأسیس شد.